# Wolf Galler

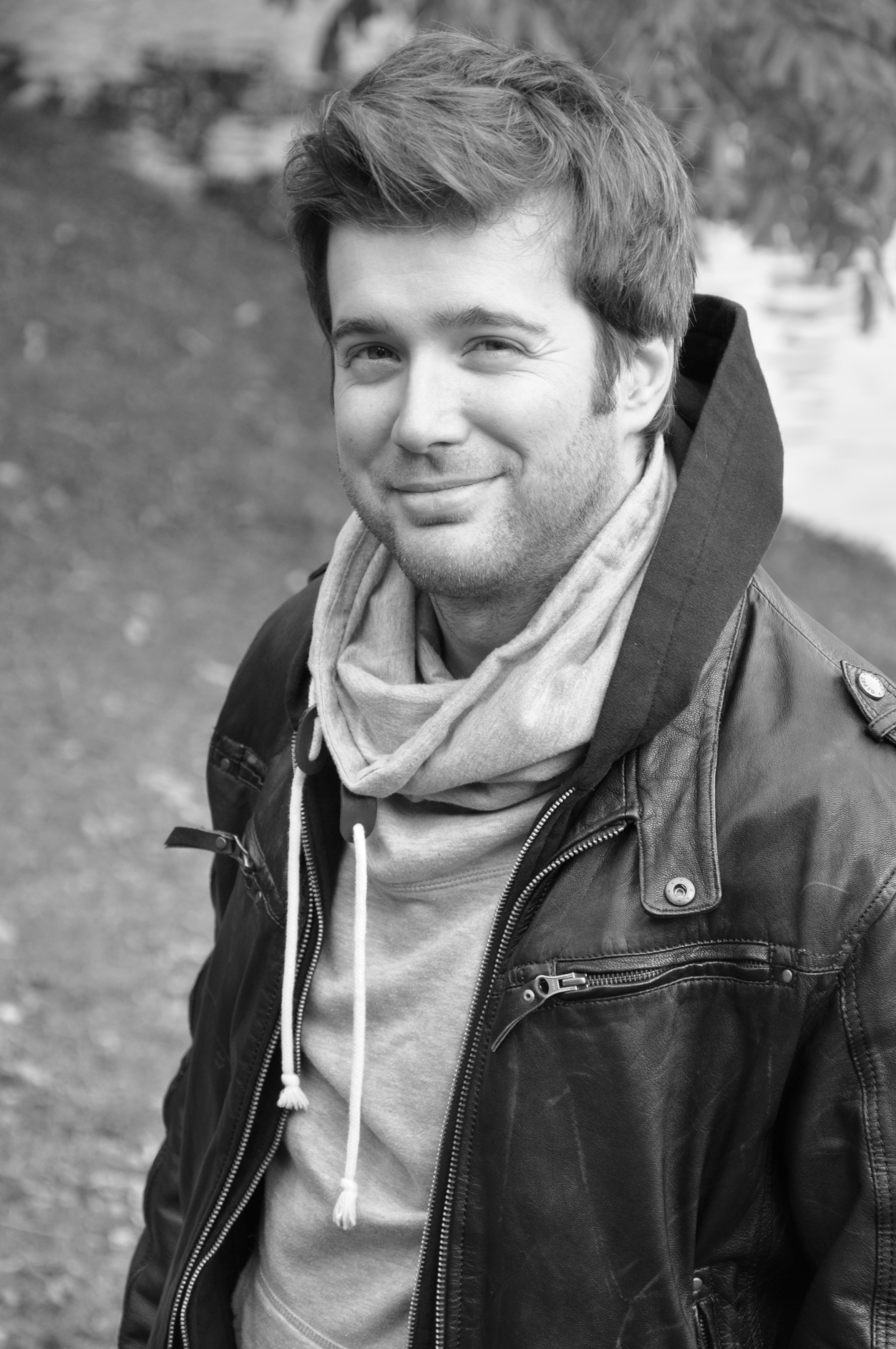
Wolf Galler (2012)

Wolf Galler (* 16. Mai 1982 in Judenburg, Steiermark) ist ein österreichischer Schauspieler.

## Leben
Wolf Galler stammt aus der Marktgemeinde Pöls im Murtal. Ende der 1990er Jahre begann er mit dem Theaterspielen bei einer kleinen lokalen Theatergruppe in Judenburg.
Galler absolvierte dann von September 2002 bis Juni 2005 eine Schauspielausbildung an der Schauspielschule Krauss in Wien. Seinen ersten Auftritt hatte er in der Fernsehserie Kaisermühlen Blues im Jahr 1998. 2008 wurde er für den Undine Award nominiert als „Bester jugendlicher Darsteller in einem Fernsehfilm“ für seinen Episodenauftritt in der Kriminalserie SOKO Wien. (Folge: Zündstoff). Er übernahm darin, an der Seite von Stefan Jürgens, die Episodenhauptrolle des Dietrich Heller. 
Galler hatte außerdem weitere Nebenrollen und Gastauftritte im Fernsehen, unter anderem in den Fernsehserien SOKO Kitzbühel (2004) und Der Winzerkönig (2008). In der 2012 für das ZDF und den ORF gedrehten Filmkomödie Meine Tochter, ihr Freund und ich spielte er die Nebenrolle des Dr. Walter.

## Filmografie
- 2004: SOKO Kitzbühel – Der Tote aus dem Eis
- 2007: SOKO Wien – Zündstoff
- 2008: Der Winzerkönig
- 2008: Der Nikolaus im Haus
- 2011: Der Winzerkrieg
- 2012: Meine Tochter, ihr Freund und ich
- 2012: SOKO Kitzbühel – Grabesstille
- 2017: SOKO Wien – Dirnbergers Dinner

## Auszeichnungen
- Undine Award 2008:
- Nominierung für den Udine Award als „Bester jugendlicher Darsteller in einem Fernsehfilm“.[3]